# El Be Negre
El Be Negre (en catalán: La oveja negra) fue un semanario satírico publicado en Barcelona entre 1931 y 1936.

## Historia
Inspirado en la revista francesa Le Canard Enchaîné, la mayoría de sus colaboradores procedían de El Mirador y La Publicitat, periódicos adictos al partido Acció Catalana. El primer número se publicó el 23 de junio de 1931.
De tendencia catalanista progresista, criticaba especialmente al Partido Republicano Radical, a la Lliga Regionalista y la violencia de la Federación Anarquista Ibérica (FAI), aunque también a otros como la propia Acció Catalana. Contaba entre sus colaboradores con Josep María Planes como director, Àngel Ferran, Francesc Fontanals «Soka», Màrius Gifreda, Rossend Llates, Valentí Castanys, Avel·lí Artís-Gener «Tísner», Andreu-Avel·lí Artís «Sempronio», Ernesto Guasp, Josep Maria de Sagarra, Joan Cortès i Vidal, Manuel Amat, Joaquim Muntañola, Just Cabot, Enric Fernàndez i Gual, Salvador Mestres i Palmeta, Carles Sindreu i Pons y Josep Maria Xicota i Cabré.
El último número se publicó el 15 de julio de 1936 y su director, Josep María Planes, fue asesinado por militantes de la FAI un mes más tarde, el 24 de agosto. En 1979 hubo un intento de recuperar la revista, con el subtítulo «amb potes rosses», que no prosperó.
Con respecto a la publicación, dijo Lluís Solà i Dachs:

[...] escarnecía a todas las personas y a todas las instituciones y su crítica, acerada, desvergonzada y despiadada, causó estragos entre los personajes públicos del momento.